# 金妮·瑟維里恩
金妮·瑟維里恩（荷蘭語：Ginny Severien，1979年6月11日—），是一名已退役荷蘭女子羽球運動員。
1997年，金妮·瑟維里恩與洛蒂·喬納森斯一起贏得匈牙利羽球國際賽女子雙打冠軍。2008年，她成為荷蘭女子雙打冠軍。 
她曾代表荷蘭參加2006年優霸盃。在對陣中國的決賽上，她原本與卡莉娜·迪維特一起出賽第二雙打，但因球隊以0-3敗北而提前結束賽事。荷蘭隊在本屆獲得亞軍，是隊史上的最佳戰績。